# Nazia Hassan
Nazia Hassan (Karachi, 3 aprile 1965 – Londra, 13 agosto 2000) è stata una cantante pakistana.
Avvocato e attivista sociale, insieme a suo fratello, Zoheb Hassan, ha venduto oltre 65 milioni di dischi in tutto il mondo e il singolo Dreamer Deewane, in lingua inglese, la rese la prima cantante pakistana a scalare le vette nelle classifiche britanniche.

## Biografia e carriera
Ha iniziato la sua carriera musicale all'età di dieci anni, diventando una delle cantanti più importanti in Pakistan e in India godendo di una grande popolarità in tutto il Sud e Sud-Est asiatico ed è stata definita la "Regina del Pop" in Asia meridionale. Si è laureata presso la Richmond, The American International University e University of London.
Fece ben presto il suo debutto con la canzone "Aap Jaisa Koi", presente nel film indiano Qurbani (1980). Il suo album, Disco Deewane (1981), è stato nelle migliori hit in quattordici paesi in tutto il mondo ed è diventato il disco pop asiatico più venduto all'epoca. Questo fu seguito da Boom Boom (1982), Young Tarang (1983) e altri ancora. Il suo ultimo album, Camera Camera (1992), faceva parte di una campagna contro la droga.
Fu anche attrice, svolse attività filantropiche, e nel 1991 fu nominata ambasciatrice culturale dall'UNICEF. Nello stesso anno è entrata nel Consiglio di sicurezza delle Nazioni Unite presso la sede di New York City, dove ha lavorato per due anni dando il suo contributo anche presso l'UNICEF.
Ha vinto una borsa di studio nel Leadership Program della Columbia University, ma non è stata in grado di accettare l'offerta perché in questo periodo le venne diagnosticato un cancro.
Morì di cancro ai polmoni, a Londra il 13 agosto 2000 all'età di 35 anni.

## Attività filantropiche
Nazia Hassan ha utilizzato le sue capacità per promuovere cause sociali. Ha lavorato specialmente per bambini, giovani e donne in difficoltà che risiedono nelle aree disagiate di Karachi. Ha quindi sostenuto l'Inner Wheel Club of India e ha contribuito a raccogliere fondi per questo. In Pakistan, ha fondato l'organizzazione BAN (Battle Against Narcotics) ed è diventata membro attivo di organizzazioni come Voice of Women, National Youth Organization (Pakistan).

## Premi e riconoscimenti
Attraverso la sua carriera di cantante che durò da oltre 25 anni, Hassan divenne una delle celebrità più famose del subcontinente, ricevendo numerosi premi nazionali e internazionali, e all'età di 15 anni è diventata la prima pakistana a vincere il Filmfare Awards. Ha ricevuto inoltre il più alto riconoscimento civile pakistano, Pride of Performance. 
- La rivista India Today l'ha votata come una delle prime 50 persone che ha aiutato a cambiare il volto dell'India. Ha contribuito allo sviluppo dell'attuale isomorfismo della musica e del pop di Bollywood .
- Il 9 marzo 2002 si è tenuto a Karachi il concerto tributo di Nazia Hassan, in cui hanno partecipato numerose personalità.
- Il 23 marzo 2002 il governo del Pakistan ha conferito a Nazia Hassan il più alto riconoscimento civile " Pride of Performance" . Il premio è stato consegnato a Muniza Basir, madre di Nazia Hassan, dal presidente del Pakistan Pervez Musharraf in una cerimonia ufficiale svoltasi a Islamabad .
- Nel 2007, è stato prodotto il documentario A Music Fairy in un omaggio a Hassan che è stato proiettato al Kara Film Festival e all'Università di Ankara.
- Nazia Hassan è nota come il "Tesoro del Pakistan" o il simbolo della grazia, della bellezza sacra e dell'innocenza ed è spesso paragonata alla principessa Diana.
- Il 31 ottobre 2014 Global Voices Online l'ha nominata "Giovani donne indipendenti che hanno creato uno spazio per loro nell'industria musicale pakistana".
- Nel 2003, infine, i genitori di Hassan hanno creato la Nazia Hassan Foundation per promuovere gli sforzi della figlia per rendere il mondo, un posto migliore per tutti, indipendentemente dalla casta, dal credo e dalla religione. La Fondazione Nazia Hassan ha deciso di aprire una scuola per i bambini di strada, in particolare per coloro che vi lavorano in strada.